# 2018年平昌オリンピックのモンゴル選手団
2018年平昌オリンピックのモンゴル選手団（2018ねんピョンチャンオリンピックのモンゴルせんしゅだん）は、2018年2月9日から25日まで大韓民国江原道平昌で開催された2018年平昌オリンピックのモンゴル選手団の名簿、及びその競技結果。

## 選手団
- 人員: 選手 2人
- 開会式旗手: アチバドラフ・バトムンフ（英語版）

## 種目別選手・スタッフ名簿及び成績

### クロスカントリースキー
- アチバドラフ・バトムンフ（英語版）
  - （男子15kmフリー）41:40.4、97位
- オトゴンツェツェグ・チンバット（英語版）
  - （女子10kmフリー）32:52.1、84位